# Дронтовые
Дро́нтовые (лат. Raphinae) — вымершее подсемейство нелетающих птиц, ранее известное под названием Didinae. Птицы этого подсемейства обитали на Маскаренских островах, а именно — на Маврикии и Родригесе, но вымерли в результате охоты со стороны людей и хищничества интродуцированных млекопитающих, следовавших с продвижением колонизации человека в XVII веке.

## Таксономия
Это подсемейство отряда голубеобразных включает в себя монотипичные роды Pezophaps и Raphus. Первый содержал родригесского дронта (Pezophaps solitaria), а второй — маврикийского дронта (Raphus cucullatus). Эти птицы достигали внушительных размеров вследствие изоляции на островах согласно правилу Фостера.
Сравнительный анализ митохондриальных генов цитохром b и 12S рРНК показал, что гривистый голубь является ближайшим живым родственником маврикийского и родригесского дронтов. Это не означает очень близкого родства, однако в любом случае молекулярная филогения индо-австралийских голубей дала достаточно разные результаты, в зависимости от проанализированной генетической последовательности.
Следующая кладограмма показывает родство дронтовых с другими представителями семейства голубиных:

|  | Гривистый голубь                                                          |
|  |                                                                           |
|  | \| \| Родригесский дронт \| \| \| \| \| \| Маврикийский дронт \| \| \| \| |
|  |                                                                           |
|  | Родригесский дронт                                                        |
|  |                                                                           |
|  | Маврикийский дронт                                                        |
|  |                                                                           |

|  | Родригесский дронт |
|  |                    |
|  | Маврикийский дронт |
|  |                    |

|  | Гривистый голубь                                                          |
|  |                                                                           |
|  | \| \| Родригесский дронт \| \| \| \| \| \| Маврикийский дронт \| \| \| \| |
|  |                                                                           |
|  | Родригесский дронт                                                        |
|  |                                                                           |
|  | Маврикийский дронт                                                        |
|  |                                                                           |

|  | Родригесский дронт |
|  |                    |
|  | Маврикийский дронт |
|  |                    |

|  | Гривистый голубь                                                          |
|  |                                                                           |
|  | \| \| Родригесский дронт \| \| \| \| \| \| Маврикийский дронт \| \| \| \| |
|  |                                                                           |
|  | Родригесский дронт                                                        |
|  |                                                                           |
|  | Маврикийский дронт                                                        |
|  |                                                                           |

|  | Родригесский дронт |
|  |                    |
|  | Маврикийский дронт |
|  |                    |

|  | Гривистый голубь                                                          |
|  |                                                                           |
|  | \| \| Родригесский дронт \| \| \| \| \| \| Маврикийский дронт \| \| \| \| |
|  |                                                                           |
|  | Родригесский дронт                                                        |
|  |                                                                           |
|  | Маврикийский дронт                                                        |
|  |                                                                           |

|  | Родригесский дронт |
|  |                    |
|  | Маврикийский дронт |
|  |                    |

|  | Гривистый голубь                                                          |
|  |                                                                           |
|  | \| \| Родригесский дронт \| \| \| \| \| \| Маврикийский дронт \| \| \| \| |
|  |                                                                           |
|  | Родригесский дронт                                                        |
|  |                                                                           |
|  | Маврикийский дронт                                                        |
|  |                                                                           |

|  | Родригесский дронт |
|  |                    |
|  | Маврикийский дронт |
|  |                    |

|  | Гривистый голубь                                                          |
|  |                                                                           |
|  | \| \| Родригесский дронт \| \| \| \| \| \| Маврикийский дронт \| \| \| \| |
|  |                                                                           |
|  | Родригесский дронт                                                        |
|  |                                                                           |
|  | Маврикийский дронт                                                        |
|  |                                                                           |

|  | Родригесский дронт |
|  |                    |
|  | Маврикийский дронт |
|  |                    |

|  | Гривистый голубь                                                          |
|  |                                                                           |
|  | \| \| Родригесский дронт \| \| \| \| \| \| Маврикийский дронт \| \| \| \| |
|  |                                                                           |
|  | Родригесский дронт                                                        |
|  |                                                                           |
|  | Маврикийский дронт                                                        |
|  |                                                                           |

|  | Родригесский дронт |
|  |                    |
|  | Маврикийский дронт |
|  |                    |

|  | Гривистый голубь                                                          |
|  |                                                                           |
|  | \| \| Родригесский дронт \| \| \| \| \| \| Маврикийский дронт \| \| \| \| |
|  |                                                                           |
|  | Родригесский дронт                                                        |
|  |                                                                           |
|  | Маврикийский дронт                                                        |
|  |                                                                           |

|  | Родригесский дронт |
|  |                    |
|  | Маврикийский дронт |
|  |                    |

|  | Гривистый голубь                                                          |
|  |                                                                           |
|  | \| \| Родригесский дронт \| \| \| \| \| \| Маврикийский дронт \| \| \| \| |
|  |                                                                           |
|  | Родригесский дронт                                                        |
|  |                                                                           |
|  | Маврикийский дронт                                                        |
|  |                                                                           |

|  | Родригесский дронт |
|  |                    |
|  | Маврикийский дронт |
|  |                    |

|  | Гривистый голубь                                                          |
|  |                                                                           |
|  | \| \| Родригесский дронт \| \| \| \| \| \| Маврикийский дронт \| \| \| \| |
|  |                                                                           |
|  | Родригесский дронт                                                        |
|  |                                                                           |
|  | Маврикийский дронт                                                        |
|  |                                                                           |

|  | Родригесский дронт |
|  |                    |
|  | Маврикийский дронт |
|  |                    |

|  | Гривистый голубь                                                          |
|  |                                                                           |
|  | \| \| Родригесский дронт \| \| \| \| \| \| Маврикийский дронт \| \| \| \| |
|  |                                                                           |
|  | Родригесский дронт                                                        |
|  |                                                                           |
|  | Маврикийский дронт                                                        |
|  |                                                                           |

|  | Родригесский дронт |
|  |                    |
|  | Маврикийский дронт |
|  |                    |

|  | Гривистый голубь                                                          |
|  |                                                                           |
|  | \| \| Родригесский дронт \| \| \| \| \| \| Маврикийский дронт \| \| \| \| |
|  |                                                                           |
|  | Родригесский дронт                                                        |
|  |                                                                           |
|  | Маврикийский дронт                                                        |
|  |                                                                           |

|  | Родригесский дронт |
|  |                    |
|  | Маврикийский дронт |
|  |                    |

|  | Гривистый голубь                                                          |
|  |                                                                           |
|  | \| \| Родригесский дронт \| \| \| \| \| \| Маврикийский дронт \| \| \| \| |
|  |                                                                           |
|  | Родригесский дронт                                                        |
|  |                                                                           |
|  | Маврикийский дронт                                                        |
|  |                                                                           |

|  | Родригесский дронт |
|  |                    |
|  | Маврикийский дронт |
|  |                    |

|  | Гривистый голубь                                                          |
|  |                                                                           |
|  | \| \| Родригесский дронт \| \| \| \| \| \| Маврикийский дронт \| \| \| \| |
|  |                                                                           |
|  | Родригесский дронт                                                        |
|  |                                                                           |
|  | Маврикийский дронт                                                        |
|  |                                                                           |

|  | Родригесский дронт |
|  |                    |
|  | Маврикийский дронт |
|  |                    |

|  | Гривистый голубь                                                          |
|  |                                                                           |
|  | \| \| Родригесский дронт \| \| \| \| \| \| Маврикийский дронт \| \| \| \| |
|  |                                                                           |
|  | Родригесский дронт                                                        |
|  |                                                                           |
|  | Маврикийский дронт                                                        |
|  |                                                                           |

|  | Родригесский дронт |
|  |                    |
|  | Маврикийский дронт |
|  |                    |

|  | Гривистый голубь                                                          |
|  |                                                                           |
|  | \| \| Родригесский дронт \| \| \| \| \| \| Маврикийский дронт \| \| \| \| |
|  |                                                                           |
|  | Родригесский дронт                                                        |
|  |                                                                           |
|  | Маврикийский дронт                                                        |
|  |                                                                           |

|  | Родригесский дронт |
|  |                    |
|  | Маврикийский дронт |
|  |                    |

Схожая кладограмма была опубликована в 2007 году: в ней поменяли местами венценосного и зубчатоклювого голубей, а в основание клады были включены фазановый голубь и толстоклювый голубь.
Независимо от ближайших живущих родственников дронтов, последние принадлежат базальной индо-австралийской адаптивной радиации голубей. Помимо дронтовых, она включает в себя таких животных, как венценосные голуби, фазановый голубь, плодоядные голуби, пёстрые голуби и гривистый голубь. Соответственно, если в будущем не появятся яркие вещественные доказательства, опровергающие современные представления о происхождении дронтов, они будут оставаться подсемейством голубиных.

## Образ жизни

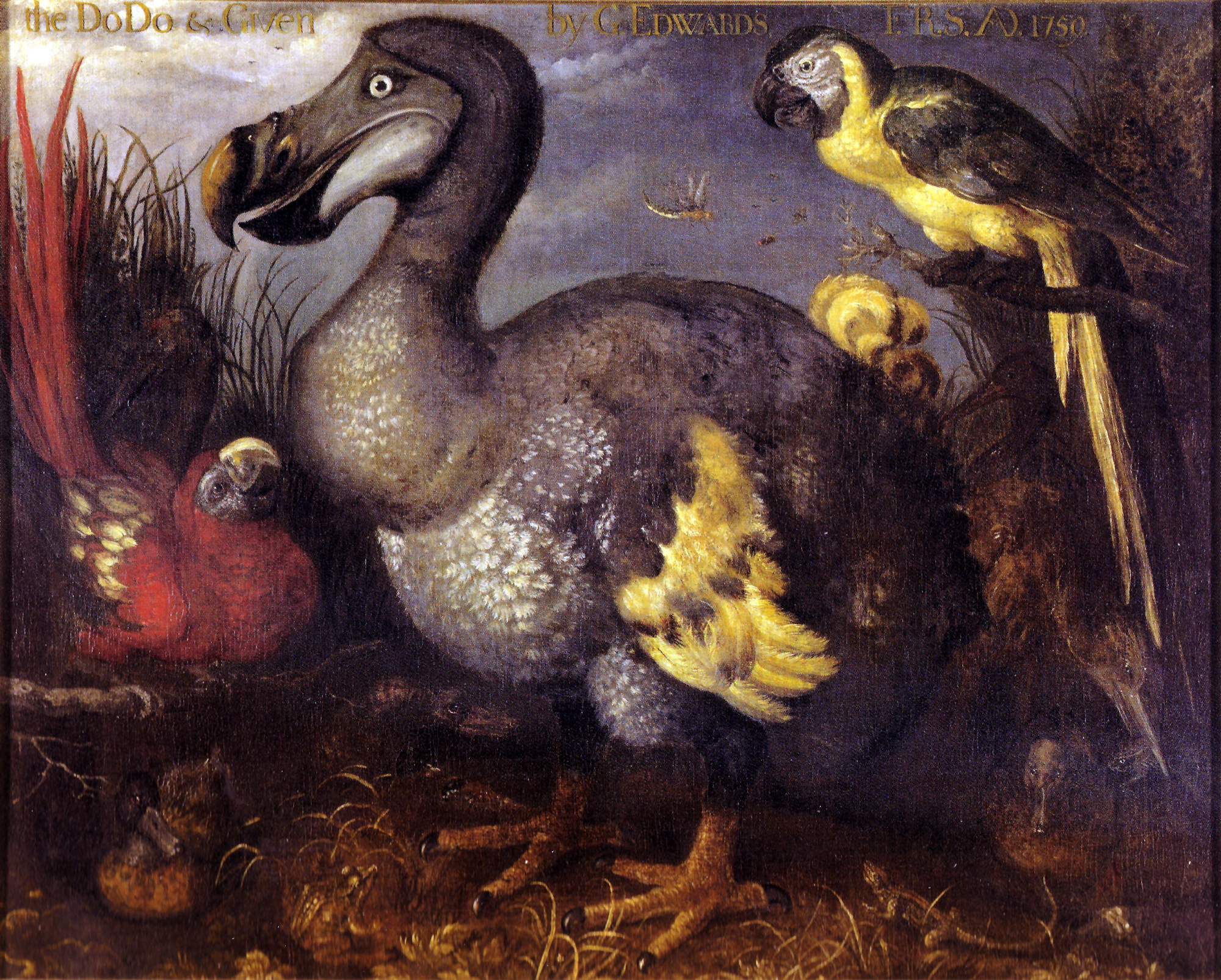
Знаменитое изображение дронта с (слева), мартиникским ара (справа) и рыжим маврикийским пастушком (внизу)

Дронты были нелетающими птицами величиной с гуся. Предполагается, что взрослая птица весила 20—25 кг (для сравнения: масса индюка — 12—16 кг), в высоту достигала метра. Лапы дронта с четырьмя пальцами напоминали индюшачьи, клюв массивный. В отличие от пингвинов и страусов дронты не умели не только летать, но и хорошо плавать или быстро бегать: на островах не было сухопутных хищников и бояться было нечего. В результате многовековой эволюции крылья дронтов сильно атрофировались, а хвост приобрёл вид небольшого пучка перьев.
Дронты водились на Маскаренских островах в Индийском океане. Обитали в лесах, держались отдельными парами. Гнездились на земле, откладывая одно крупное белое яйцо.

## Исчезновение
Дронты полностью вымерли с появлением на Маскаренских островах европейцев — сначала португальцев, а потом голландцев. Охота на дронта стала источником пополнения корабельных запасов, на острова были завезены крысы, свиньи, кошки и собаки, которые поедали яйца беспомощной птицы. Для охоты на дронта к нему нужно было просто подойти и ударить палкой по голове. Не имевшие ранее естественных врагов птицы были доверчивы.

## Классификация
В подсемействе дронтовых известно 2 вида, относимых к самостоятельным родам:
- Raphus cucullatus — маврикийский дронт[4], или додо[5], обитал на острове Маврикий; последнее упоминание о нём относится к 1681 году; имеется рисунок художника Р. Саверея 1628 года.
- Pezophaps solitaria — родригесский дронт, или дронт-отшельник[4][6], обитал на острове Родригес, вымер до 1761 года[1].

В состав подсемейства включался ещё один вид нелетающих птиц, который именовался белым дронтом (Apterornis solitarius, Didus solitarius и др.), обитал, как считалось, на острове Реюньон и был истреблён в XVIII веке. Он известен лишь по старинным изображениям и описаниям. Однако ископаемые остатки дронтов на Реюньоне не найдены, а на изображениях в действительности представлен экземпляр маврикийского дронта со светлой окраской. Описания же, очевидно, относятся к нелетающему ибису, кости которого обнаружили на острове во второй половине XX века. Этот вид был отнесён к роду черношейных ибисов (Threskiornis) и получил название Threskiornis solitarius.
В России систематикой додо c 1848 года начал заниматься директор Зоологического музея Академии наук в Санкт-Петербурге Ф. Ф. Брандт
.

## Дронт как символ уничтожения видов

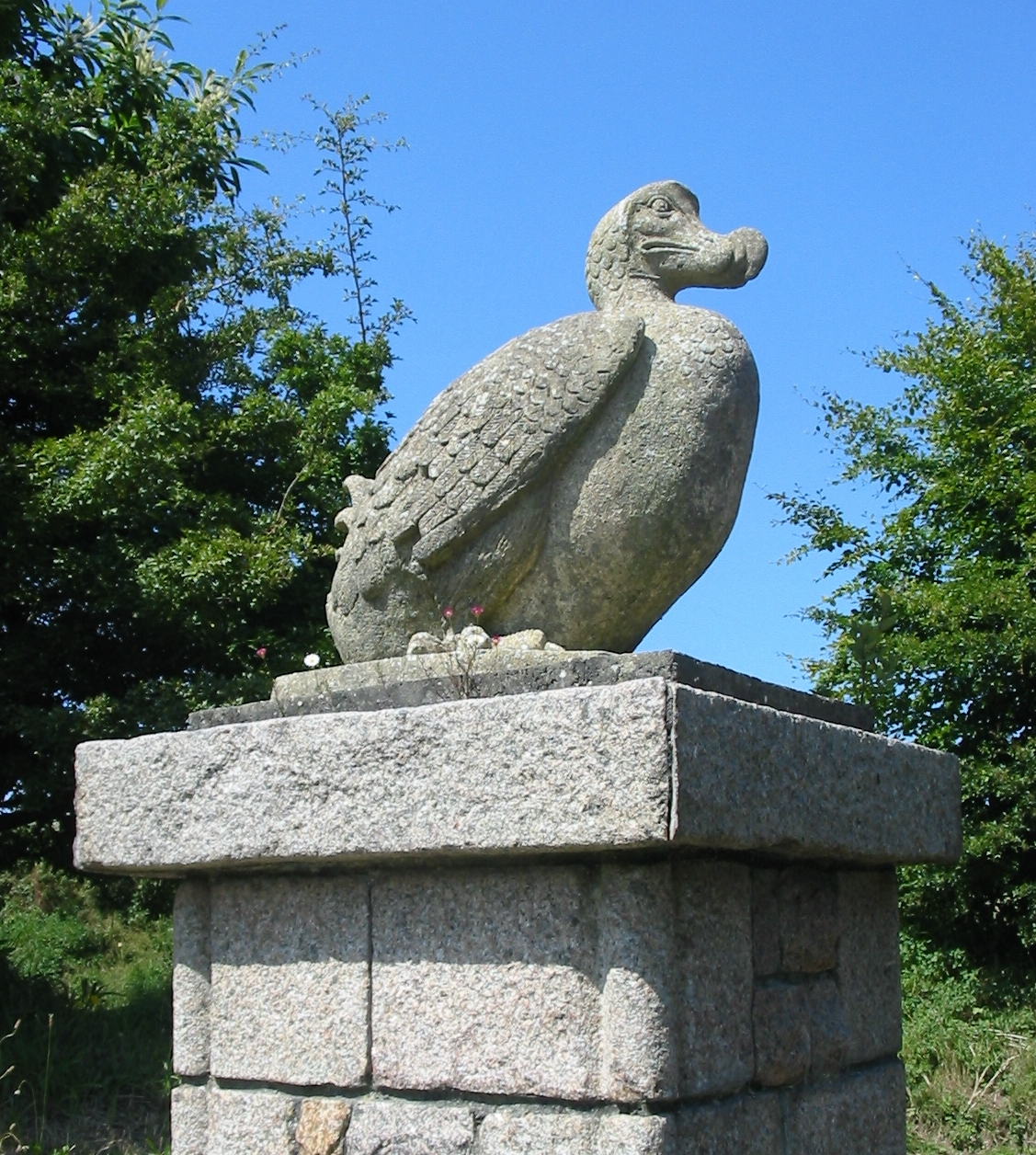
Додо у входа в Парк дикой природы имени Даррелла

Дронт стал символом уничтожения видов в результате неосторожного или варварского вторжения извне в сложившуюся экосистему. Фонд охраны дикой природы имени Даррелла, основанный знаменитым натуралистом Джеральдом Дарреллом и концентрирующийся на спасении вымирающих видов, избрал дронта своей эмблемой.

## Находки частей скелета дронта
Последний полный комплект костей дронта сгорел во время пожара в Оксфордском музее в 1755 году. Недавно, в июне 2006 года, часть скелета дронта была найдена на острове Маврикий группой голландских исследователей. В распоряжении учёных оказались полная бедренная кость и четыре другие кости лапы (малоберцовая, большеберцовая и др.). В большом количестве раскопаны фрагменты черепа, клювов, позвоночника, костей крыльев и пальцев ног, а по соседству с ними — остатки гигантских маврикийских сухопутных черепах Cylindraspis, вымерших примерно в одно время с дронтами, множество семян деревьев тамбалакоке и фрагменты насекомых.

## Дронт в художественных произведениях
- Птица Додо — один из персонажей знаменитой книги Льюиса Кэрролла «Алиса в стране чудес». Именно благодаря этой книге додо стал широко известен в Европе, хотя ещё в начале XIX века многие полагали, что существование этой птицы — миф. В образе Додо автор — Доджсон — изобразил себя. Прозвище появилось вследствие заикания автора.
- Дронт был вместо попугая у Капитана пиратов в мультфильме «Пираты! Банда неудачников».
- В 4-й серии 1-го сезона сериала «Портал юрского периода» через портал проникают дронты, заражённые смертельным паразитом.
- Образ Додо был использован в мультфильме «Ледниковый период», где намеренно делался акцент на глупость и неуклюжесть птицы.
- В мультсериале «Приключения мультяшек» есть второстепенный персонаж — дронт Гого Додо, появляющийся в некоторых сериях. По мотивам мультсериала создана серия игр для различных игровых платформ, где также фигурировал Гого. В свою очередь, прообразом Гого является персонаж мультфильма 1938 года «Порки в Вакилэнде».
- Дронт является одним из главных героев клипа на песню «Wake up! Dodo» японской рок-группы the pillows.
- Дронт Эдвард — один из персонажей книги финской писательницы Туве Янссон «Мемуары папы Муми-тролля»
- В рассказе «Гадкие цыплята» Говарда Уолдропа (отмеченном премией Небьюла и Всемирной премией фэнтези) повествуется о поисках дронтов в США. Даются описание птиц и исторические справки об их вымирании. Произведение заканчивается фразой «Дронт по-прежнему мёртв».
- Дронт вылупился из яйца, найденного во льду, в последней серии мультсериала «Остров Ноя[англ.]».

## Интересные факты

Герб Маврикия

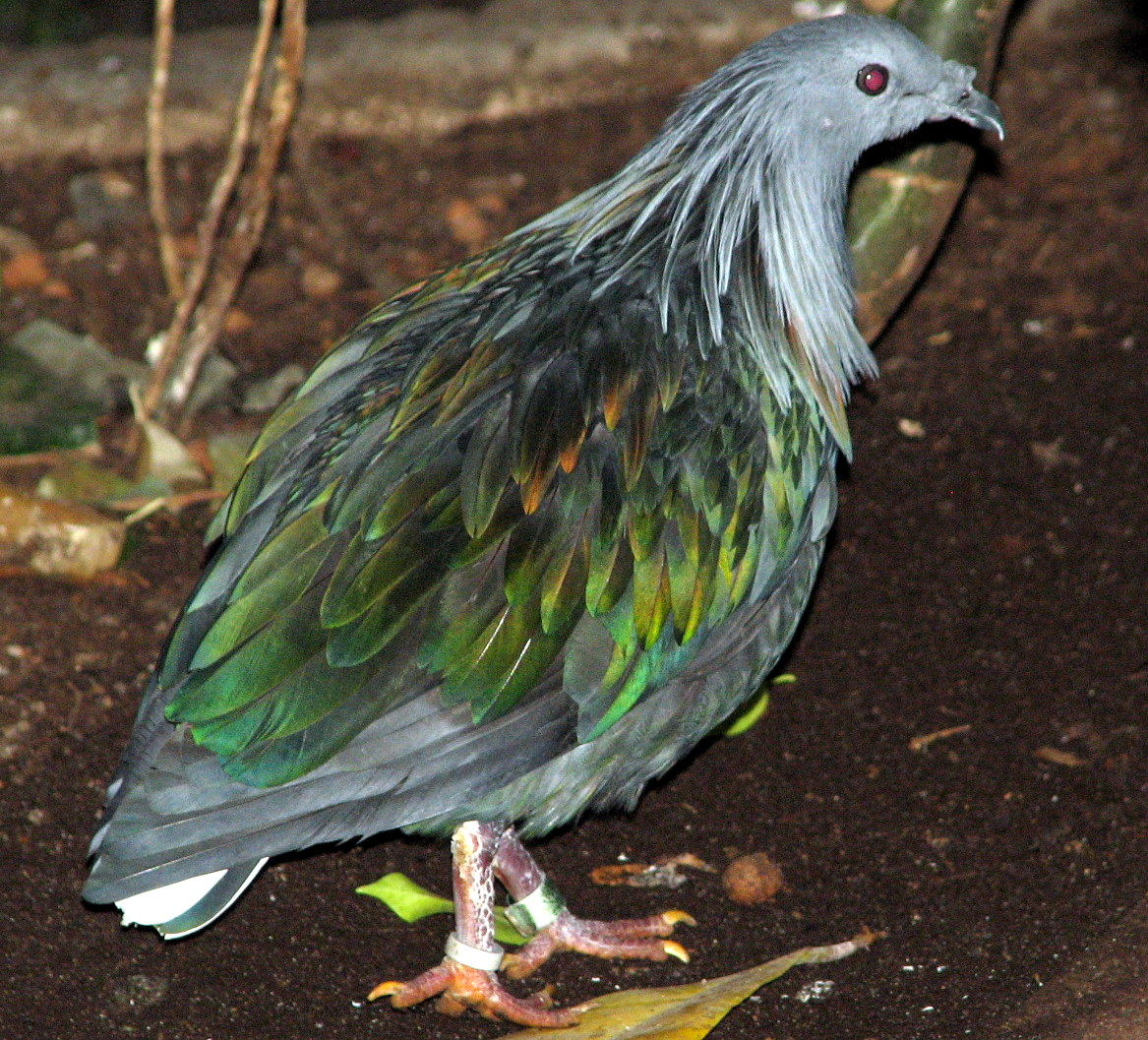
Гривистый голубь

- Дронт изображён на государственном гербе Маврикия.
- Российская сеть ресторанов быстрого питания Додо Пицца названа в честь птицы Додо.
- В английском языке есть фразеологизм: as dead as a dodo, то есть «мёртв как дронт», отражающий стремительность уничтожения этих птиц человеком.
- Легенда гласит, что два дронта с острова Реюньон, увезённые на корабле во Францию, действительно роняли слёзы при расставании с родным островом.
- Происхождение слова «додо» неясно. Некоторые исследователи возводят его к голландскому dodoor (рус. ленивый), другие — к dod-aars в значении «толстозадый» либо «шишкозадый», которым моряки возможно хотели подчеркнуть такую особенность, как клок перьев в хвостовой части птицы[12] (Стрикленд также упоминает жаргонное его значение с русским аналогом «салага»). Первая запись слова dod-aars встречается в журнале капитана Виллема ван Вест-Занена (нидерл. Willem van West-Zanen) от 1602 года[13]. Английский путешественник Томас Герберт[англ.] впервые в печати использовал слово «додо» в своём путевом очерке 1634 года, где утверждал, что оно использовалось португальцами, которые посетили Маврикий в 1507 году[14]. Ещё один англичанин, Эммануил Алтэм, употребил это слово в письме 1628 года, в котором также заявил о его португальском происхождении[15]. Насколько известно, ни один сохранившийся португальский источник не упоминал об этой птице. Тем не менее, некоторые авторы по-прежнему утверждают, что слово «додо» происходит от порт. doudo (в настоящее время doido), которое означает «дурак» или «чокнутый». Также высказывалось мнение о том, что «додо» было звукоподражанием голоса птицы, имитирующим двухнотный звук, издаваемый голубями и похожий на doo-doo[16].
- Имеется несколько письменных отчётов XVII века (тогда эта птица и вымерла), в которых описывается дронт. Основной особенностью этой птицы был большой шишкообразный клюв — вероятно, основной способ защиты, поскольку она вынуждена была оказывать сопротивление своим врагам, так как не могла улететь.
- Глаза дронта были большими и описывались как похожие на бриллианты или даже огромные ягоды крыжовника.
- По большой части дронты жили сами по себе и были одиночными птицами до наступления брачного сезона. Тогда они спаривались, чтобы продолжить свой род. По свидетельствам очевидцев, эти птицы были идеальными родителями: и самцы, и самки делали всё, чтобы защитить своё потомство.
- В настоящее время группой учёных из Оксфордского университета под руководством Бет Шапиро (англ. Beth Shapiro) ведутся эксперименты по генетической реконструкции дронта[17].
- В 2002 году был проведён анализ последовательностей генов цитохрома b и 12S рРНК, на основании которого было определено, что ныне живущий гривистый голубь — ближайший родственник дронтов[18].
- В июне 1761 года французский астроном Пингре провёл на Родригесе некоторое время, наблюдая за Венерой на фоне солнечного диска. Через 5 лет его коллега Ле-Монье, желая сохранить память о пребывании своего друга на Родригесе и в честь обитающей на острове птицы назвал открытую им новую группу звёзд между Драконом и Скорпионом созвездием Отшельника. Желая отметить его по обычаям тех времён символической фигурой, Ле-Монье воспользовался популярной тогда во Франции «Орнитологией» Бриссона. Не зная, что Бриссон не включил дронтов в свою книгу и увидев в списке птиц название «solitaria» (рус. отшельник), Ле-Монье добросовестно перерисовал имеющееся изображение. И вместо додо новое созвездие на карте увенчал своей фигурой синий каменный дрозд (лат. Monticola solitaria)[19].